# Vita husets pressekreterare
Vita husets pressekreterare (engelska: White House Press Secretary) är en befattning som pressekreterare till USA:s president, som ingår i presidentkansliet.
Det är framför allt varit nyhetsreportrar som har rekryterats till denna tjänst. Till uppdraget hör att leda presskonferenser och briefa den ackrediterade presskåren i Vita husets pressrum. Befattningen har funnits sedan 1929, och presidenten behöver inget godkännande av senaten för att utnämna någon till posten. 
Den nuvarande pressekreteraren, Karoline Leavitt, tillträdde ämbetet den 20 januari 2025. Vid 27 års ålder blev hon den yngste personen som innehaft ämbetet.

## Samtliga pressekreterare
| Nr | Porträtt          | Namn                                       | Med början        | Till och med                  | Sammanlagd tid                     | President             |
| -- | ----------------- | ------------------------------------------ | ----------------- | ----------------------------- | ---------------------------------- | --------------------- |
| 1  |                   | George E. Akerson                          | 4 mars 1929       | 16 mars 1931                  | 2 år och 12 dagar                  | Herbert Hoover        |
| 2  |                   | Theodore Joslin                            | 16 mars 1931      | 4 mars 1933                   | 1 år och 353 dagar                 | Herbert Hoover        |
| 3  |                   | Stephen Early                              | 4 mars 1933       | 29 mars 1945                  | 12 år och 25 dagar                 | Franklin D. Roosevelt |
| 4  |                   | Jonathan W. Daniels                        | 29 mars 1945      | 15 maj 1945                   | 0 år och 47 dagar                  | Franklin D. Roosevelt |
| 4  | Harry S. Truman   | Jonathan W. Daniels                        | 29 mars 1945      | 15 maj 1945                   | 0 år och 47 dagar                  |                       |
| 5  |                   | Charlie Ross                               | 15 maj 1945       | 5 december 1950               | 5 år och 204 dagar                 |                       |
|    |                   | Stephen Early tillförordnad                | 5 december 1950   | 18 december 1950              | 0 år och 13 dagar                  |                       |
| 6  |                   | Joseph Short                               | 5 december 1950   | 18 september 1952             | 1 år och 288 dagar                 |                       |
| 7  |                   | Roger Tubby                                | 18 september 1952 | 20 januari 1953               | 0 år och 124 dagar                 |                       |
| 8  |                   | James Hagerty                              | 20 januari 1953   | 20 januari 1961               | 8 år och 0 dagar                   | Dwight D. Eisenhower  |
| 9  |                   | Pierre Salinger                            | 20 januari 1961   | 19 mars 1964                  | 3 år och 59 dagar                  | John F. Kennedy       |
| 9  | Lyndon B. Johnson | Pierre Salinger                            | 20 januari 1961   | 19 mars 1964                  | 3 år och 59 dagar                  |                       |
| 10 |                   | George Reedy                               | 19 mars 1964      | 8 juli 1965                   | 1 år och 111 dagar                 | Lyndon B. Johnson     |
| 11 |                   | Bill Moyers                                | 8 juli 1965       | 1 februari 1967               | 1 år och 208 dagar                 | Lyndon B. Johnson     |
| 12 |                   | George Christian                           | 1 februari 1967   | 20 januari 1969               | 1 år och 354 dagar                 | Lyndon B. Johnson     |
| 13 |                   | Ron Ziegler                                | 20 januari 1969   | 9 augusti 1974                | 5 år och 201 dagar                 | Richard Nixon         |
| 14 |                   | Jerald terHorst                            | 9 augusti 1974    | 9 september 1974              | 0 år och 31 dagar                  | Gerald Ford           |
| 15 |                   | Ron Nessen                                 | 9 september 1974  | 20 januari 1977               | 2 år och 133 dagar                 | Gerald Ford           |
| 16 |                   | Jody Powell                                | 20 januari 1977   | 20 januari 1981               | 4 år och 0 dagar                   | Jimmy Carter          |
| 17 |                   | James Brady1                               | 20 januari 1981   | 30 mars 1981/ 20 januari 1989 | 0 år och 69 dagar 8 år och 0 dagar | Ronald Reagan         |
|    |                   | Larry Speakes1 tillförordnad               | 30 mars 1981      | 1 februari 1987               | 5 år och 308 dagar                 | Ronald Reagan         |
| 18 |                   | Marlin Fitzwater1 tillförordnad: 1987–1989 | 1 februari 1987   | 20 januari 1993               | 5 år och 354 dagar                 | Ronald Reagan         |
| 18 | George H. W. Bush | Marlin Fitzwater1 tillförordnad: 1987–1989 | 1 februari 1987   | 20 januari 1993               | 5 år och 354 dagar                 |                       |
|    |                   | George Stephanopoulos2de facto             | 20 januari 1993   | 7 juni 1993                   | 0 år och 138 dagar                 | Bill Clinton          |
| 19 |                   | Dee Dee Myers2, 3                          | 20 januari 1993   | 22 december 1994              | 1 år och 336 dagar                 | Bill Clinton          |
| 20 |                   | Mike McCurry                               | 22 december 1994  | 4 augusti 1998                | 3 år och 225 dagar                 | Bill Clinton          |
| 21 |                   | Joe Lockhart                               | 4 augusti 1998    | 29 september 2000             | 2 år och 56 dagar                  | Bill Clinton          |
| 22 |                   | Jake Siewert                               | 30 september 2000 | 20 januari 2001               | 0 år och 112 dagar                 | Bill Clinton          |
| 23 |                   | Ari Fleischer                              | 20 januari 2001   | 15 juli 2003                  | 2 år och 176 dagar                 | George W. Bush        |
| 24 |                   | Scott McClellan                            | 15 juli 2003      | 10 maj 2006                   | 2 år och 299 dagar                 | George W. Bush        |
| 25 |                   | Tony Snow                                  | 10 maj 2006       | 14 september 2007             | 1 år och 127 dagar                 | George W. Bush        |
| 26 |                   | Dana Perino                                | 14 september 2007 | 20 januari 2009               | 1 år och 128 dagar                 | George W. Bush        |
| 27 |                   | Robert Gibbs                               | 20 januari 2009   | 11 februari 2011              | 2 år och 22 dagar                  | Barack Obama          |
| 28 |                   | Jay Carney                                 | 11 februari 2011  | 20 juni 2014                  | 3 år och 129 dagar                 | Barack Obama          |
| 29 |                   | Josh Earnest                               | 20 juni 2014      | 20 januari 2017               | 2 år och 214 dagar                 | Barack Obama          |
| 30 |                   | Sean Spicer                                | 20 januari 2017   | 21 juli 2017                  | 0 år och 182 dagar                 | Donald Trump          |
| 31 |                   | Sarah Huckabee Sanders                     | 26 juli 2017      | 1 juli 2019                   | 1 år och 340 dagar                 | Donald Trump          |
| 32 |                   | Stephanie Grisham                          | 1 juli 2019       | 7 april 2020                  | 0 år och 281 dagar                 | Donald Trump          |
| 33 |                   | Kayleigh McEnany                           | 7 april 2020      | 20 januari 2021               | 0 år och 288 dagar                 | Donald Trump          |
| 34 |                   | Jen Psaki                                  | 20 januari 2021   | 13 maj 2022                   | 1 år och 113 dagar                 | Joe Biden             |
| 35 |                   | Karine Jean-Pierre                         | 13 maj 2022       | 20 januari 2025               | 2 år och 252 dagar                 | Joe Biden             |
| 36 |                   | Karoline Leavitt                           | 20 januari 2025   | Nuvarande                     | 0 år och 60 dagar                  | Donald Trump          |

1 Brady var formellt pressekreterare tills Reagan avgick som president, men höll inga presskonferenser efter att han blev skjuten i samband med mordförsöket på Reagan 1981. Speakes och Fitzwater var de facto pressekreterare.
2 Stephanopoulos höll presskonferenser under sin tid som kommunikationschef, trots att Myers formellt var pressekreterare
3 Första kvinnliga pressekreteraren.

## Populärkultur
I tv-serien Vita huset spelar Allison Janney Vita husets pressekreterare C.J. Cregg under fem säsonger.